# Strîjavka, Vinnița
Strîjavka (în ucraineană Стрижавка) este o așezare de tip urban din raionul Vinnîțea, regiunea Vinnița, Ucraina. În afara localității principale, nu cuprinde și alte sate.

## Demografie
Componența lingvistică a așezării de tip urban Strîjavka
     Ucraineană (94,86%)
     Rusă (3,38%)
     Alte limbi (0,14%)
Conform recensământului din 2001, majoritatea populației așezării de tip urban Strîjavka era vorbitoare de ucraineană (94,86%), existând în minoritate și vorbitori de rusă (3,38%).